# أ. أوين ألدريدج
أ. أوين ألدريدج (بالإنجليزية: A. Owen Aldridge)‏ هو أديب أمريكي، ولد في 16 ديسمبر 1915 في بوفالو في الولايات المتحدة، وتوفي في 29 يناير 2005.